# Гуцев, Юстин Никифорович
Юстин Никифорович Гуцев (Гуциев, Гуцуев) (1889 — ?) — советский юрист, заместитель республиканского прокурора Киргизской ССР.

## Биография
Родился в русской семье, получил среднее образование, дополнительно обучался на учительских курсах и окончил фармацевтические курсы университета в Казани. Член РКП(б) с июня 1918, в том же году служил в РККА как вольноопределяющийся. Работал провизор в аптеке. В 1919 являлся членом Владимирского городского исполнительного комитета, городских УК РКП(б), ГК РКП(б), членом народного суда. Затем в том же году был председателем Владимирского губернского суда, председателем Владимирского губернского революционного трибунала. С начала 1920 переходит на должность члена Владимирского губернского исполнительного комитета, и в том же году возвращается на работу председателя губернского революционного трибунала, на которой находится до 12 июля 1921. В начале 1930-х занимался делами по «перегибам» при раскулачивании. До февраля 1935 находится на должности помощника прокурора Воронежской области, после чего назначается помощником прокурора Киргизской АССР по специальным делам. В июне 1935 временно исполнял должность прокурора этой автономной республики, а с 14 июля того же года временно исполнял должность народного комиссара юстиции там же. По состоянию на 1937 работал заместителем прокурора Киргизской ССР, являлся членом тройки НКВД. 23 октября 1937 арестован сотрудниками областного управления НКВД, по состоянию на весну 1940 находился под следствием по 109-й статье УК РСФСР (злоупотребление властью или служебным положением) в тюрьме № 1 города Фрунзе. 14 апреля 1940 прокурор республики И. И. Комолов на основании распоряжения заместителя прокурора СССР постановил заменить меру пресечения на подписку о невыезде. Однако, при этом освобождён на 25 апреля того же года не был, о чём информировал союзные органы председатель Верховного суда Киргизской ССР С. Ж. Душаналиев.